# Polyalthia liukiuensis
Polyalthia liukiuensis este o specie de plante din genul Polyalthia, familia Annonaceae, descrisă de Sumihiko Hatusima. Conform Catalogue of Life specia Polyalthia liukiuensis nu are subspecii cunoscute.